# Ludwig von Zanth

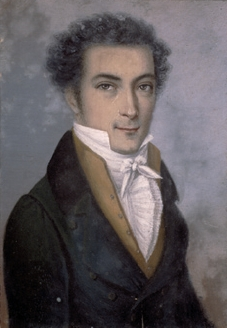
Ludwig von Zanth

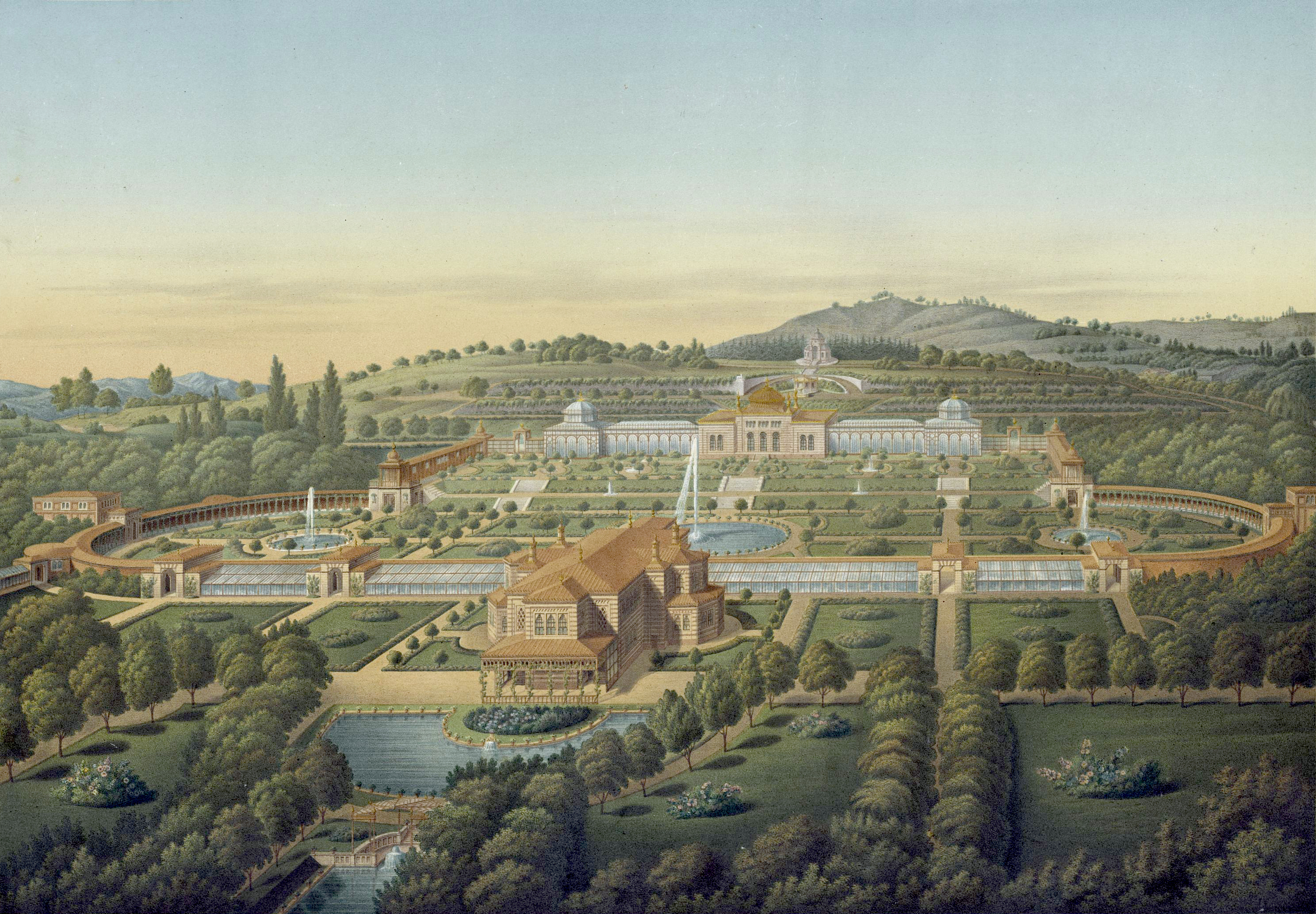
Ludwig von Zanth: Ansicht der Wilhelma (1855). Das Wilhelma-Theater (nicht im Bild) und die Wilhelma mit den Gartenanlagen und maurischen Gebäuden sind die Hauptwerke von Ludwig von Zanth.

Karl Ludwig Wilhelm Zanth, ab 1844 von Zanth, (auch Zandt; * 6. August 1796 in Breslau; † 7. Oktober 1857 in Stuttgart) war ein deutscher Architekt, Architekturtheoretiker und Aquarellmaler.

## Leben und Werk
Ludwig Zanth war der Sohn des jüdischen Arztes Abraham Zadig, der in den Diensten des Fürsten von Hohenlohe-Ingelfingen stand. Der Vater konvertierte 1820 zum Christentum und die Familie nahm den Namen Zanth an. Ludwig Zanth besuchte in Breslau die Kunst- und Bauschule. 1808 übersiedelte die Familie nach Kassel. Durch ein Stipendium des westphälischen Hofes konnte Ludwig Zanth im Sommer und Herbst 1813 in Paris die École polymatique sowie das Lycée Bonaparte besuchen. Ende des Jahres 1813 schickte der Vater seinen Sohn nach Stuttgart, wo dieser seine Schulausbildung, vor allem in den klassischen Sprachen Latein und Griechisch, auf dem Gymnasium abschloss. Folgend absolvierte Ludwig Zanth eine Lehre im Architekturbüro des Hofbaumeisters Ferdinand von Fischer, dem Sohn Reinhard Ferdinand Heinrich Fischers (1746–1813). Nach Aufenthalten in Schwäbisch Hall, Ellwangen und Paris, wo er an zwei Theaterbauten mitwirkte und vom evangelischen Glauben zum Katholizismus konvertierte, ließ er sich 1831 als Architekt in Stuttgart nieder. Dort zeichnete er verantwortlich für die Inneneinrichtung des Wilhelmspalais, das von 1834 bis 1840 entstand. Diesen im klassizistischen Stil errichteten Prachtbau ließ König Wilhelm I. für seine Töchter Marie und Sophie erbauen.
1835 beteiligte sich Zanth am Wettbewerb für den Neubau eines Königlichen Hoftheaters in Stuttgart. Das Projekt wurde jedoch nicht realisiert. 1835/36 plante er ein Haus für Adolf Goppelt in Heilbronn und 1836/37 das Berkheimer Schlössle für Friedrich Notter nahe Stuttgart. Dort entstanden 1838 ein Landhaus für Wilhelm von Taubenheim und die Villa Rebenberg für Ernestine Elise von Koenig-Warthausen. Im selben Jahr entwarf er die Pläne zum Wilhelma-Theater in Bad Cannstatt, einen Bau im Stil der französischen Renaissance mit Ausmalung im „pompeianischen“ Stil, der 1840 fertiggestellt wurde. Folgend übertrug ihm König Wilhelm I. von Württemberg die Planung und Ausführung eines Badehauses inmitten exotischer Gewächshäuser und Parkanlagen in unmittelbarer Nähe des Wilhelma-Theaters. Ab 1843 plante Zanth die Anlage im maurischen Stil, das auf Anweisung des Königs den Namen Wilhelma erhielt, heute der Name des sich dort befindenden zoologisch-botanischen Gartens. Die Einweihung als Maurisches Landhaus erfolgte 1846. Der Prachtbau war ein so großer Erfolg, dass der Architekt hierüber ein großformatiges Mappenwerk mit kolorierten Zeichnungen anfertigte. 1838 lieferte er einen prächtigen Entwurf für die heutige Alte Staatsgalerie (Entwurf eines Kunstschul-Gebäudes für Stuttgart) und 1855 einen für den Königsbau gegenüber dem Neuen Schloss in Stuttgart. König Wilhelm I. von Württemberg ernannte ihn zum Hofbaumeister und zeichnete ihn 1844 mit dem Ritterkreuz des Ordens der Württembergischen Krone aus. Damit verbunden war die Erhebung in den persönlichen Adelsstand.
Der Architekt war auch ein begabter Zeichner. Ein noch erhaltenes Aquarell im Ellwanger Schloss zeugt von seinem Talent.

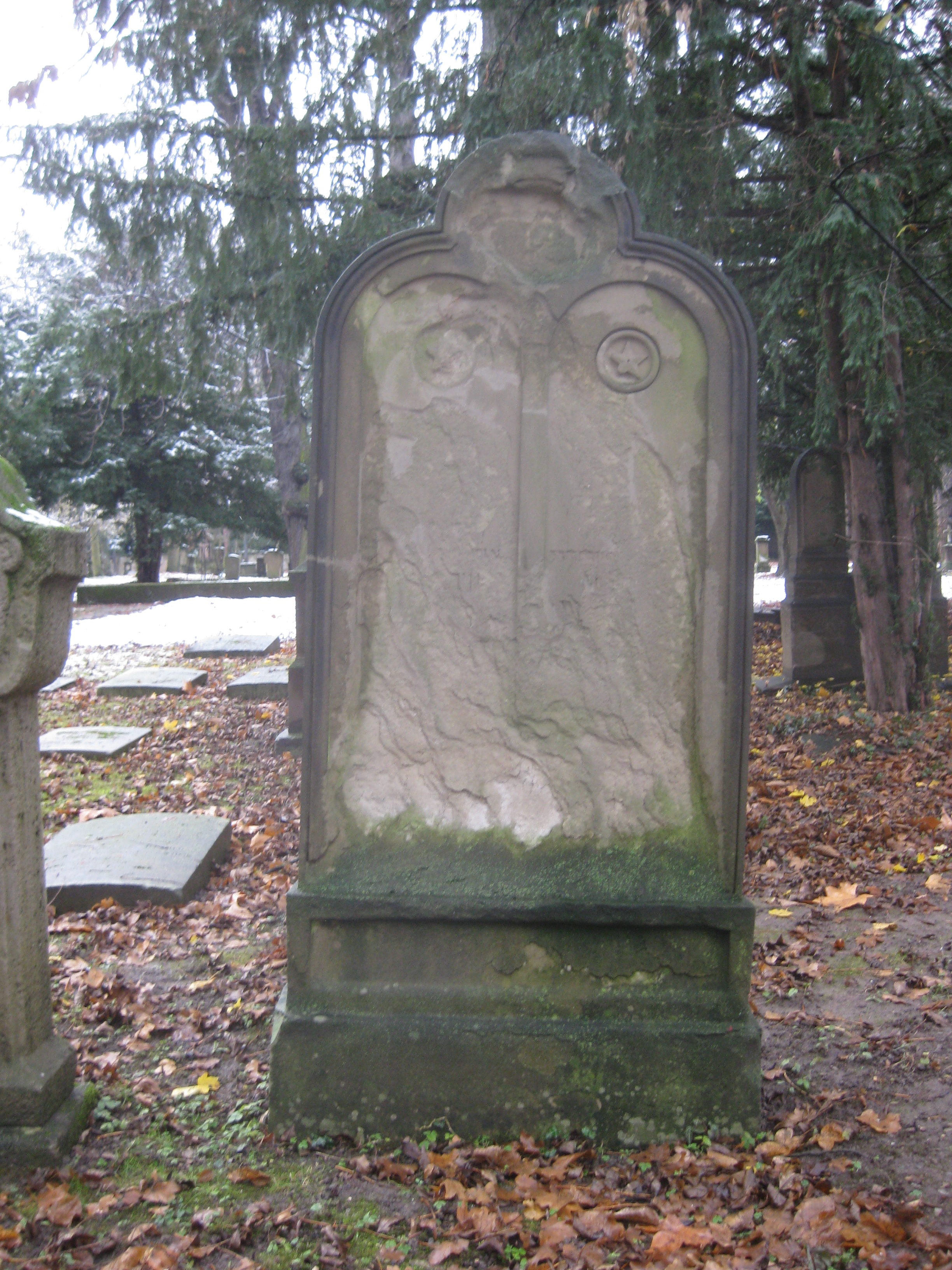
Zanths Grab auf dem Stuttgarter Hoppenlaufriedhof

Ludwig von Zanth fand seine letzte Ruhestätte auf dem Hoppenlaufriedhof. Die Inschrift auf seinem Grabstein ist jedoch bis zur Unkenntlichkeit verwittert.

## Schriften
- mit Jacques Ignace Hittorff: Architecture antique de la Sicile ou recueil des plus intéressans monumens d'architecture des villes et des lieux les plus remarquables de la Sicile ancienne, mesurés et dessinés par J. Hittorff et L. Zanth. Paris [1827] (Digitalisat).
- mit Jacques Ignace Hittorff: Architecture moderne de la Sicile ou Recueil des plus beaux monumens religieux et des édifices publics et particuliers les plus remarquables de la Sicile, mesurés et dessinés par J. J. Hittorf et L. Zanth Architectes. Paris 1835.
- mit Jacques Ignace Hittorff: Architecture antique de la Sicile. Recueil des monumens de Ségeste et de Sélinonte, mesurés et dessinés par J.-I. Hittorff & L. Zanth, Texte avec un atlas de 89 planches. Paris 1870 (Digitalisat)
- Die Wilhelma. Maurische Villa Seiner Majestät des Königes Wilhelm von Württemberg. Entworfen und ausgeführt von Ludwig von Zanth. Autenrieth’sche Kunsthandlung, Stuttgart 1855–1856 (Digitalisat).